# Noël Coward
Noël Coward (anglès: Noël Peirce Coward)  (Teddington, 16 de desembre de 1899 - Firefly Estate, 26 de març de 1973) va ser un dramaturg, actor i compositor britànic. Va guanyar un Oscar especial el 1942 per la seva contribució per l'esforç de guerra amb la pel·lícula In which we serve. Va ser fet cavaller del regne per la reina Isabel II el 1970.
Per ser un homosexual influent, Noël Coward va ser inclòs en el "llibre negre", llista preparada pels nazis que incloïa persones que haurien de ser arrestades i assassinades després de la conquesta del Regne Unit.

## Biografia
Coward va néixer el 1899 a Anglaterra, en el suburbi londinenc de Teddington, fill d'Arthur Sabin Coward (1856-1937) i de Violet Agnes Coward (1863–1954), filla de Henry Gordon Veitch, capità de la Royal Navy. Noël era el segon de tres fills, el més gran dels quals va morir amb sis anys. El pare de Coward va tenir dificultats financeres que van reduir la família a la pobresa. Malgrat les dificultats, Noël Coward va començar aviat a trepitjar els escenaris; va anar al col·legi del Chapel Royal Choir i va aparèixer en alguns concerts amateurs ja a set anys. La seva instrucció va ser irregular, però es va dedicar a vastes lectures.

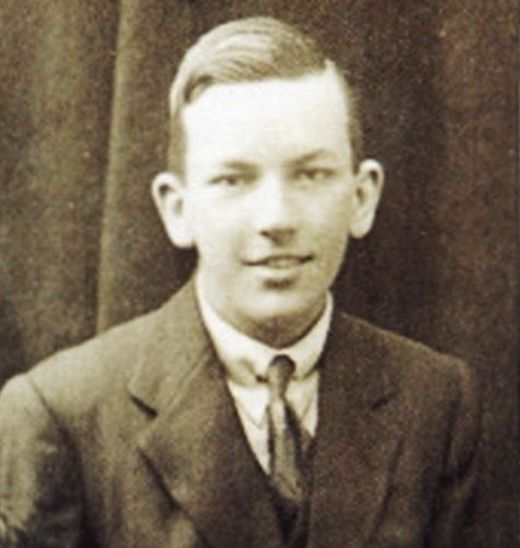
Coward adolescent

Encoratjat per la mare, que el va inscriure a una acadèmia de dansa a Londres, el primer contracte professional de Coward va ser el paper del Príncep Mitilo en la comèdia The Goldfish, el gener de 1911. En Present Indicatives, el seu primer llibre de memòries, Coward va escriure: «Un dia... un petit anunci va aparèixer al Daily Mirror... Una certa Miss Lila Field buscava un noi de talent i de bon aspecte per un paper en la seva producció d'una comèdia per nois: The Goldfish. Això va posar fi a totes les discussions. Jo era un noi de talent, Déu sol ho sap, i quan em rentava i arreglava, era passable. No hi havia així doncs motiu per què Miss Lila Field no em saltés a sobre, i ambdós crèiem que hauria estat de veritat boja de deixar escapar una tan magnífica oportunitat».
La seva prosa era aguda, desimbolta, i els esdeveniments van reprendre les modes antiquades del període victorià i eduardià que, posades hàbilment en mostra, constitueixen un treball autèntic per a l'oient. A Coward es deuen també algunes comèdies d'actualitat. Entre les seves obres es recorden Bitter sweet, Private Lives, Cavalcade, Blithe Spirit, Easy Virtue, Angels caiguts, Valors relatius.
Moltes de les seves comèdies van ser adaptades per la pantalla i per la televisió. Les seves músiques i els seus treballs teatrals van ser utilitzats en moltíssimes produccions, sobretot als Estats Units d'Amèrica i al Regne Unit, però també per realitzadors i productors francesos, grecs, finlandesos, alemanys, suecs, iugoslaus, italians, hongaresos, espanyols. Ha treballat com a actor amb Stanley Donen, Otto Preminger, Joseph Losey i David Wark Griffith, amb el qual va debutar el 1918.
La seva comèdia The Vortex va es va estrenar el 1924 a l'Everyman Theatre de Londres amb Coward (substituït en alguna ocasió de John Gielgud) traslladant-se el 16 de desembre al Royalty Theatre i el febrer de 1925 al Comedy Theatre i després al Little Theatre, amb la col·laboració de l'empresari teatral Charles Blake Cochran. El 16 de setembre va arribar al Henry Miller's Theatre pel Teatre de Broadway arribant a 157 representacions. El 1928 la seva revista This Year of Grace va tenir la primera absoluta amb èxit al London Pavilion de Londres i va arribar al Selwyn Theatre pel Teatre de Broadway amb Coward i Beatrice Lillie, arribant a 157 representacions.
El 1929 la seva opereta Bitter Sweet va estrenar-se al Her Majesty's Theatre de Londres amb Alan Napier (conegut com Alfred Pennyworth, el majordom de Batman), Austin Trevor (conegut com a detectiu Hercule Poirot) i Robert Newton (conegut com a Long John Silver a L'illa del tresor), i va arribar a 697 representacions, acabant al Lyceum Theatre promovent la pel·lícula Bitter Sweet de W. S. Van Dyke amb Jeanette MacDonald i Nelson Eddy del 1940. Entre els realitzadors que van rodar pel·lícules tretes de les comèdies de Coward, Alfred Hitchcock, David Lean, Ernst Lubitsch. El 2008, Stephan Elliott va signar la direcció d'Easy Virtue, tret de la comèdia de Coward.

### Vida privada
Li van ser atribuïdes relacions sentimentals amb diverses persones, entre els quals el pintor Philip Streatfeild, el príncep Jordi de Kent, Graham Payn, el compositor americà Ned Rorem i l'actor Laurence Olivier.

## Carrera

### Pel·lícules
Com actor, Noël Coward va actuar, entre d'altres, en les següents pel·lícules:
- 1935: The Scoundrel el seu primer paper en el cinema.
- 1942: Sang, suor i llàgrimes que va codirigir amb David Lean
- 1950: The Astonished Heart, basat en una obra seva
- 1956: La volta al món en vuitanta dies (Around the World in 80 Days)
- 1959: El nostre home a l'Havana (Our Man in Havana)
- 1964: Paris When It Sizzles
- 1965: On és la Bunny Lake? (Bunny Lake Is Missing)
- 1969: The Italian Job

### Teatre

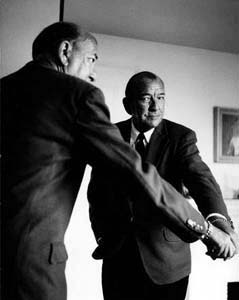
1963

Noël Coward és autor de diverses peces de teatre, incloent-hi:
- 1924 The Vortex
- 1925 Fallen Angels i Hay Fever
- 1930 Private Lives
- 1936 Tonight at 8:30, una col·lecció de nou peces d'un acte que inclou Still Life, la base de la pel·lícula Breu encontre de David Lean
- 1933 Design for Living, en què va ser basada la pel·lícula d'Ernst Lubitsch
- 1939 Present Laughter
- 1941 Blithe Spirit, en què va ser basada la pel·lícula de David Lean
- 1950 Relative Values
- 1956 Nude with a Violin i South Sea Bubble
- 1965 Suite in Three Keys, tres peces l'acció de les quals passa en la mateixa habitació d'hotel.

### Ficció
- 1939 To Step Aside (contes)
- 1951 Star Quality (contes)
- 1960 Pomp and Circumstance
- 1964 Pretty Polly Barlow (contes)
- 1967 Bon Voyage (contes)

## Música
Teatre de revista, musicals, opereta
- London Calling! (1922, 1923), revista de teatre com Ronald Jeans
- On With the Dance (1924, 1925), revista de teatre
- This Year of Grace (1927, 1928), revista de teatre, original de Charles B. Cochran 1928 revista de teatre
- Bitter Sweet (1928, 1929), operetta
- Words and Music (1932), revista de teatre
- Conversation Piece (1933), comèdia amb música
- Operette (1937), musical
- Set to Music (1939), revista (de Broadway Words and Music)
- Sigh No More (1945), revista de teatre
- Pacific 1860 (1946), romance musical
- Ace of Clubs (1949), musical
- After the Ball (1953), musical basada en Lady Windermere's Fan
- Sail Away (1959–61), comèdia musical
- The Girl Who Came to Supper (1963), comèdia musical basada en The Sleeping Prince
- Oh, Coward! (1972) revista de teatre
- Cowardy Custard (1972) revista de teatre

Cançons
Coward va escriure més d'un centenar de cançons. El lloc web de la Noël Coward Society mostra per ordre de popularitat:
"I'll See You Again" (Bitter Sweet); "Mad Dogs and Englishmen" (Words and Music); "If Love Were All" (Bitter Sweet); "Someday I'll Find You" (Private Lives); "I'll Follow My Secret Heart" (Conversation Piece); "London Pride" (1941); "A Room With a View" (This Year of Grace); "Mrs Worthington" (1934); "Poor Little Rich Girl" (On With the Dance); i "The Stately Homes of England" (Operetta). "The Party's Over Now" (Words and Music); "Dearest Love" (Operette); "Dear Little Café" (Bitter Sweet); "Parisian Pierrot" (London Calling!); "Men About Town" (Tonight at 8:30); "Twentieth Century Blues" (Cavalcade); "Uncle Harry" (Pacific 1860); "Don't Let's Be Beastly to the Brothers" (1943); "There Are Bad Times Just Around the Corner" (Globe Review); "Dance, Little Lady" (This Year of Grace); "Has Anybody Seen Our Ship?" (Tonight at 8:30); "I Went to a Marvellous Party" (Set to Music); "Nina" (Sigh No More); "A Bar on the Piccola Marina" (1954); "Why Must the Show Go On?" (Together With Music); "Sail Away" (Ace of Clubs i Sail Away); i "Zigeuner" (Bitter Sweet).